# Harmatão

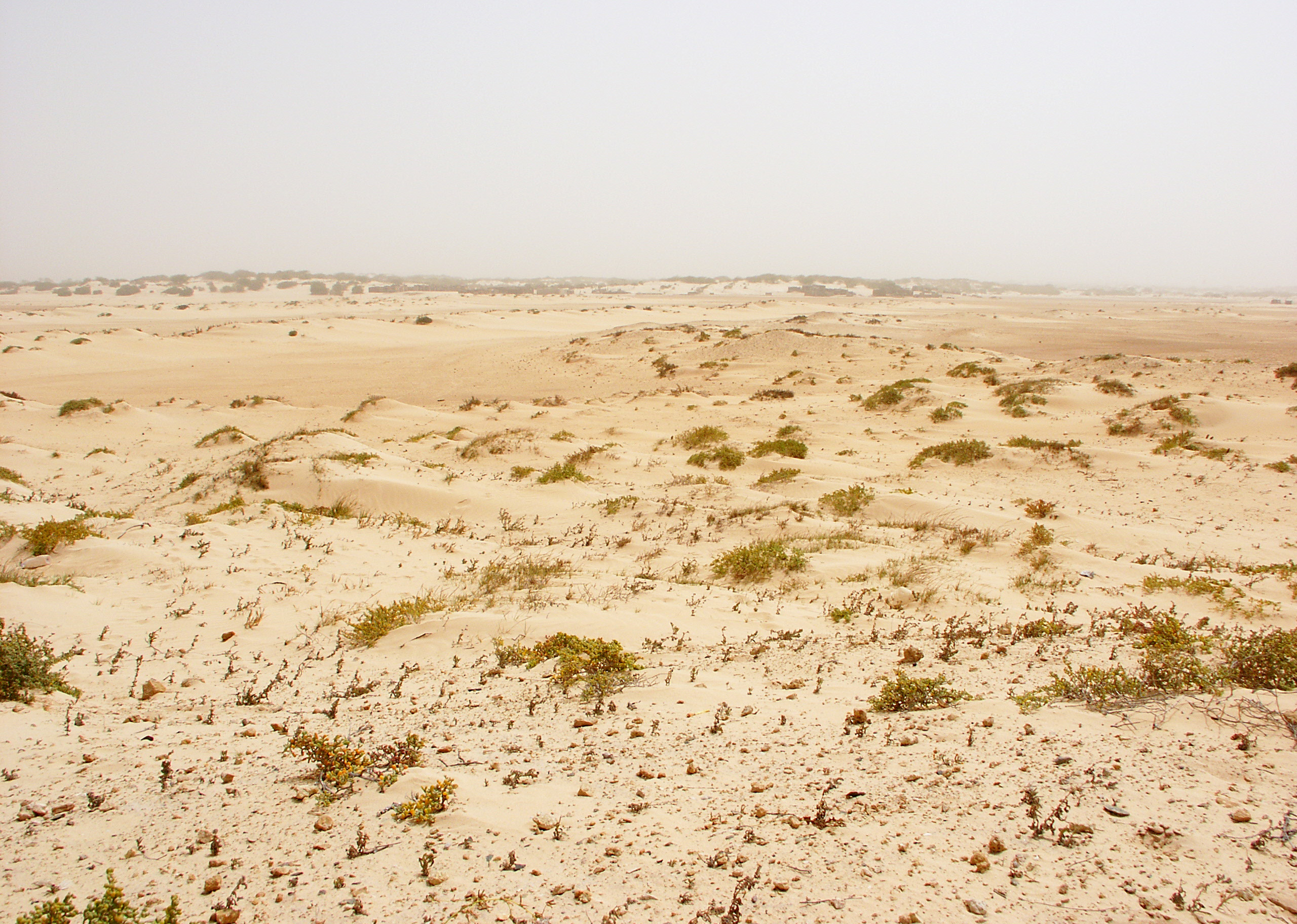
Harmatão na ilha da Boavista, em Cabo Verde

Harmatão ou harmatã é um vento seco e poeirento, de direcção Nordeste a Este, proveniente do Saara. Sopra de Dezembro a meados de Março em toda a África Ocidental, no Sahel nos Camarões e no Chade. O vento chega até o arquipélago de Cabo Verde, onde é chamado de Lestada ou Bruma Seca. 
Carregado de poeiras e de areias (entre 0,5 e 10 µm) é muito seco e fresco.  Sua temperatura pode baixar a até 3°  Celsius.
Pela descida de temperatura que provoca permite aliviar o cansativo calor húmido das regiões tropicais, daí ter o alcunha de "Doutor". Em contrapartida, é um factor de epidemia de meningite nos países do Sahel, particularmente no Burkina Faso e no Mali, porque a bruma seca formada pelas poeiras fragilizam as mucosas e favorecem a passagem do meningococo ao sangue.
Cobrindo o Sol durante vários dias, comparável a nevoeiro espesso, chamado de bruma seca em Cabo Verde, pode limitar fortemente a visibilidade com consequências na navegação aérea, obrigando a desvios de rotas, e dificultando também a navegação fluvial e marítima, principalmente para as pequenas embarcações, sem equipamentos electrónicos de navegação.